# Trichostylum peculiaris
Trichostylum peculiaris là một loài ruồi trong họ Tachinidae.